# Susaki (Kōchi)

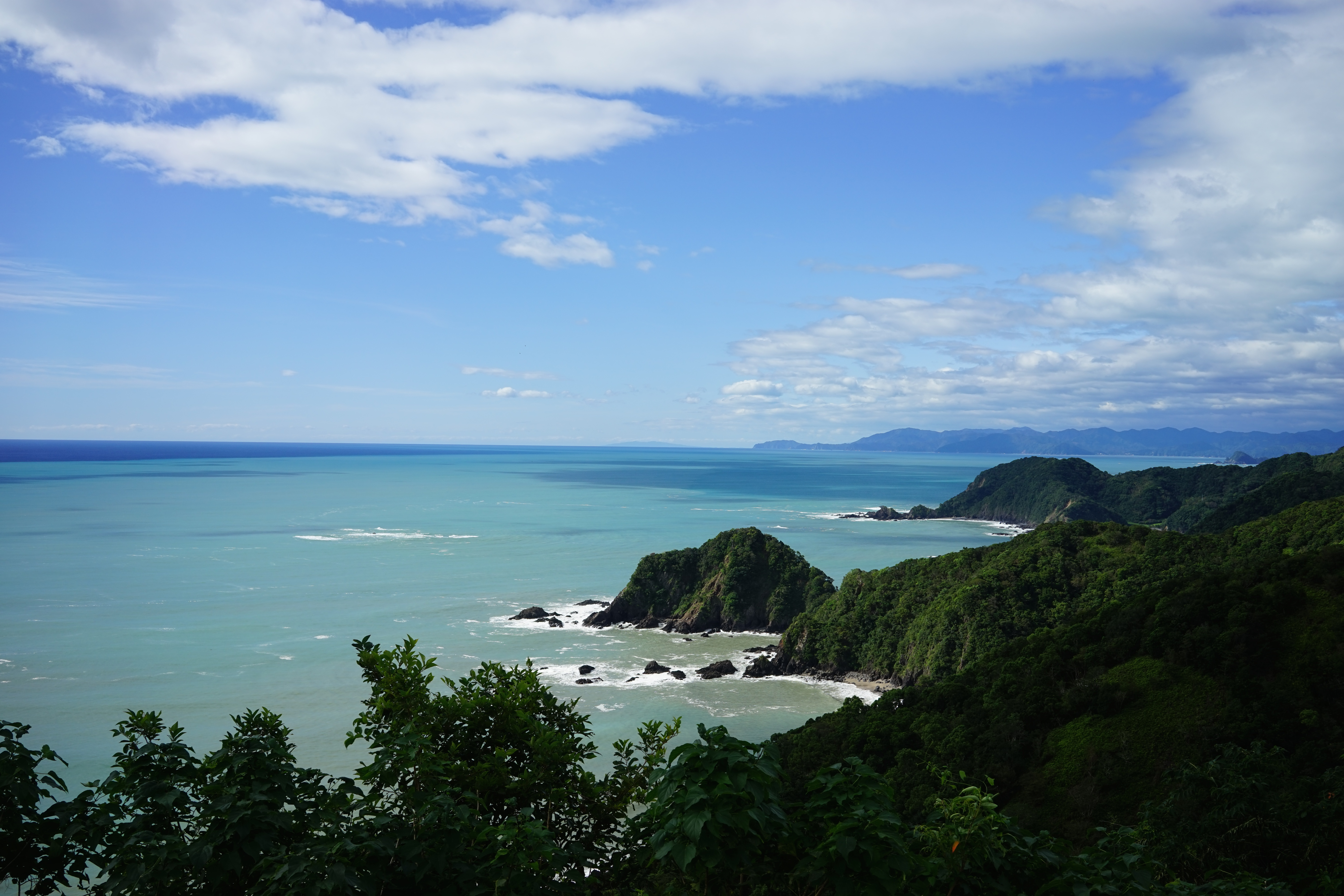
Yokonami Kuroshio

Susaki (須崎市 Susaki-shi?) es una ciudad situada en la prefectura de Kōchi, Japón. Tiene una población estimada, a fines de febrero de 2023, de 20 004 habitantes.
Su área total es de 135,44 km².

## Geografía

### Localidades circundantes
- Prefectura de Kōchi
  - Nakatosa
  - Sakawa
  - Tosa
  - Tsuno

## Demografía
Según los datos del censo japonés, esta es la población de Susaki en los últimos años.
| 1995   | 2000   | 2005   | 2010   | 2015   | 2023 (est.) |
| ------ | ------ | ------ | ------ | ------ | ----------- |
| 28.742 | 27.569 | 26.039 | 24.698 | 22.606 | 20.004      |

## Relaciones internacionales

### Ciudades hermanadas
- Castanhal, Brasil – desde el 1 de octubre de 1979
- Tauranga, Nueva Zelanda – desde el 19 de diciembre de 1997